# Bucheon-dong
Bucheon-dong (koreanska: 부천동) är en stadsdel i staden Bucheon i provinsen Gyeonggi i den nordvästra delen av Sydkorea, 15 km väster om huvudstaden Seoul.
Idrottsarenan Bucheon Stadium ligger i Bucheon-dong och är hemmaarena för fotbollslaget Bucheon FC 1995.